# Гортахорк
Гортахорк (англ. Gortahork; ірл. Gort an Choirce) — село в Ірландії, знаходиться в графстві Донегол (провінція Ольстер). Є частиною Гелтахта.

## Демографія
Населення — 149 людей (за даними перепису 2006 року). В 2002 році населення складало 155 людей.
Дані перепису 2006 року:
| Загальні демографічні показники' |               |                           |                           |      |      |
| Усе населення                    | Усе населення | Зміни населення 2002–2006 | Зміни населення 2002–2006 | 2006 | 2006 |
| 2002                             | 2006          | люд.                      | %                         | чол. | жін. |
| 155                              | 149           | −6                        | −3,9                      | 64   | 85   |